# Куеро-Вас
Куеро-Вас (італ. Quero Vas, вен. Quero Vas) — муніципалітет в Італії, у регіоні Венето, провінція Беллуно. Муніципалітет було створено в 2013 році в результаті об'єднання муніципалітетів Куеро і Вас.
Куеро-Вас розташоване на відстані близько 450 км на північ від Рима, 65 км на північний захід від Венеції, 33 км на південний захід від Беллуно.
Населення — 3252 особи (2014).
Покровитель — San Girolamo Emiliani.

## Демографія
Станом на 31 грудня 2014 року в муніципалітеті офіційно проживало 445 іноземців з 31 країни, серед них 27 громадян країн Євросоюзу та 7 громадян України.

## Сусідні муніципалітети
- Алано-ді-П'яве
- Вальдобб'ядене
- Лентіаї
- Сегузіно
- Серен-дель-Граппа
- Фельтре